# Pepijn Aardewijn
Pepijn Aardewijn (Amsterdam, 15 juni 1970) is een voormalige roeier. Hij vertegenwoordigde Nederland tweemaal achter elkaar op de Olympische Spelen en won hierbij één medaille.

## Biografie
In 1992 won hij een zilveren medaille op het wereldkampioenschap lichte skiff. Een jaar later won hij een bronzen medaille op hetzelfde onderdeel.
Op de Olympische Spelen van 1996 in Atlanta won hij met zijn roeipartner Maarten van der Linden een zilveren medaille op de lichte dubbeltwee. Met een tijd van 6.26,48 eindigden ze achter Zwitserland (goud) en voor Australië (brons). Op de Olympische Spelen van 2000 in Sydney behaalde hij met Maarten van der Linden in de B-finale een zesde plaats op de lichte dubbeltwee. Met hun tijd van 6.40,18 eindigden ze twaalfde overall.
Aardewijn is aangesloten bij Roeivereniging Willem III in Amsterdam. Hij is getrouwd met olympisch kampioene Kirsten van der Kolk.

## Palmares

### roeien (lichte skiff)
- 1992:  WK - 7.10,21
- 1993:  WK - 7.07,70
- 1994: 7e WK - 6.55,56
- 1997: 6e WK - 7.11,16

### roeien (lichte dubbeltwee)
- 1995: 7e WK - 6.45,84
- 1996:  OS - 6:26.48
- 1998: 5e WK - 6.29,42
- 1999: 8e WK - 6.20,84
- 2000: 12e OS - 6.40,18

### roeien (lichte dubbelvier)
- 1991: 11e WK - 6.50,92

Maarten van der Linden · 
Pepijn Aardewijn
Maarten van der Linden · 
Pepijn Aardewijn